# Heydaer Berg
Der Heydaer Berg zwischen Plaue und Ilmenau im thüringischen Ilm-Kreis ist ein Bergrücken der Reinsberge und an der Halskappe mit 605,4 m ü. NHN, noch knapp vor der bekannteren Reinsburg (604,1 m), die höchste Erhebung der Reinsberge.

## Geographie und Geologie
Der Heydaer Berg, gelegen am Südende der Reinsberge und am Nordostende des Heydaer Bergs, erstreckt sich zwischen Schmerfeld im Nordosten, Heyda im Südosten, Martinroda im Südwesten und Neusiß im Nordwesten. Er ist etwa 4 Kilometer lang und maximal rund 1 km breit. Seine südliche Fortsetzung ist der die Reinsberge nach Süden abschließende Veronikaberg (552,2 m).
Der Berg ist eine Muschelkalk-Formation und liegt an der Südostgrenze der Ohrdrufer Platte gegen das Paulinzellaer Buntsandsteinland.

## Gipfeleckdaten
Die Halskappe überragt den 3 km nordwestlich in Plaue gelegenen Zusammenfluss (327,4 m) von Zahmer und Wilder Gera um 278 Meter, die 1,5 km südöstlich befindliche Prolle (406,4 m) um 199 m und die südöstlich liegende Talsperre Heyda (Stauzielhöhe 416,6 m) um 188,8 m. Seine Dominanz reicht etwa 7 km bis zum südwestlich gelegenen Thüringer Wald bei einer Schartenhöhe von knapp 170 m.